# 今川氏輝
今川 氏輝（いまがわ うじてる）は、戦国時代の駿河の戦国大名。今川氏の第10代当主。

## 生涯
永正10年（1513年）、駿河の守護大名の今川家に第9代当主・今川氏親の嫡男として生まれる。大永5年（1525年）に元服し、氏輝を名乗る。翌大永6年（1526年）6月23日には父氏親が死去し、家督を継いだ。家督継承時は14歳と若年であったため、母の寿桂尼が後見人として補佐した。
以後実質的には寿桂尼が実権を握っていたが、天文元年（1532年）頃から氏輝が親政を開始する。天文2年（1532年）には遠江において検地を行ない、さらに朝廷に献上物を送るなどして、中央との関係強化に務めた。氏親期からの相模国後北条氏との駿相同盟は維持される。武勇にも秀でており、天文4年（1535年）には、相模の北条氏綱と連携して甲斐国守護武田信虎と対立する国人勢力を後援して信虎と争い、甲斐国都留郡山中（現在の山梨県南都留郡山中湖村）において武田信虎の軍勢と戦っており、これにより一時的にとはいえ甲斐国の半分ほどを占拠したものと思われる。
天文5年（1536年）には冷泉為和とともに歌会のため小田原へ赴いているが、同年3月17日に死去している、享年24。為和の日記や武田家臣の日記『高白斎記』などに拠れば同日に氏輝の後継的立場にあった弟の彦五郎も死去している。嫡子の無い氏輝の死後には出家していた弟の栴岳承芳（後の義元）と玄広恵探の間で家督を巡る花倉の乱が発生している。氏輝は病弱であったものの、彦五郎と同日に死去している突然死には諸説があり、疫病説・毒殺説・自殺説などが疑われている。

## 領国統治
氏輝期には氏輝自身による40通以上の発給文書が残されているが、家督継承から氏輝の死去、義元の家督相続に至るまで寿桂尼による発給文書が15通見られ、氏輝は病弱な人物であったと考えられている。
氏輝期には対外軍事行動が少なく、氏親期の施策を踏襲し安定した領国統治が行われていたと考えられており、領内における検地などが実施されている。一方で、氏親期の発給文書には富士氏や興津氏といった国人領主の子の「馬廻衆」としての登用や、商業振興策などの施策が見られる。小和田哲男はこれを新しい施策として評価しているが、史料的制約から氏輝期の創始とするのには慎重な意見もある。
また、京都から駿河に数多くの公家が滞在し歌会などが催され今川文化が形成されているが、氏輝も冷泉為和の門弟として和歌を学び歌会へも参加している教養人で、『新古今和歌集』などの古典も所蔵している。